# 依田銈次郎

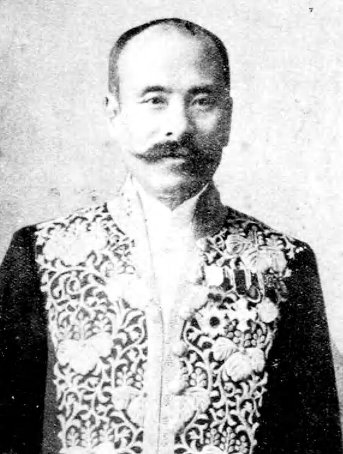
依田銈次郎

依田 銈次郎（よだ けいじろう、1860年8月26日（万延元年7月10日） - 1933年（昭和8年）9月28日）は、日本の弁護士・内務官僚。政友会系官選県知事。

## 経歴
篠山藩士・依田秀実の長男として同藩江戸藩邸で生まれる。1876年に上京して芳野金陵塾や二松学舎に通った。一時帰郷後再び上京し、講法学舎に入ったが、舎監大岡育造と対立して退学し、斎藤孝治らとともに明治法律学校に入学。1882年、同校を卒業し代言人（弁護士）となり、自由民権運動に参画。
1894年、富山区裁判所判事となり、宮津区裁判所判事に異動。1898年、宮崎県警部長に転じた。以後、福島県警部長、奈良県警部長、高知県警部長、山口県警部長、山口県事務官・第四部長、新潟県事務官・警察部長、石川県事務官・内務部長、東京府事務官などを歴任。
1912年3月、群馬県知事に就任し、同年12月に退任。1913年4月、長野県知事となり、1914年4月まで在任。1917年12月、山形県知事となる。米価の高騰、暴落への対応に当った。1921年7月、広島県知事に就任し、1922年10月まで在任し退官した。

## 栄典・授章・授賞
位階
- 1895年（明治28年）3月28日 - 正八位[4]
- 1912年（明治45年）1月31日 - 正五位[5]
- 1916年（大正5年）5月19日 - 従四位[6]

勲章等
- 1912年（大正元年）12月18日 - 勲四等瑞宝章[7]